# براندون ميتشيل (لاعب كرة قدم أمريكية)
براندون ميتشيل (بالإنجليزية: Brandon Mitchell)‏ هو لاعب كرة قدم أمريكية أمريكي، ولد في 26 أكتوبر 1983 في أتلانتا في الولايات المتحدة.